# Rahmaniyya
La confraria Rahmaniyya (àrab: الطريقة الرحمانية, aṭ-ṭarīqa ar-Raḥmāniyya) és una confraria sufí algeriana. Se la considera una branca de la confraria Khalwatiyya i hauria estat anomenada primer Bakriyya. Agafa el seu nom de Muhàmmad ibn Abd-ar-Rahman al-Gaixtulí al-Jurjurí al-Azharí Abu-Kabrayn (+1793/1794). El nom de Bakriyya el deuria a Mustafà al-Bakrí aix-Xamí. Avui dia s'estén també a Tunísia on a Nafza se l'anomena Azzuziyya per Mustafà ibn Muhàmmad ibn Azzuz.